# 和歌山大学の人物一覧
和歌山大学の人物一覧（わかやまだいがくのじんぶついちらん）は、和歌山大学に関係する人物の一覧記事。

## 著名な教職員
- 小畑力人 - 元理事
- 教育学部
  - 江利川春雄 - 教授
  - 佐藤史人 - 教授（故人）
  - 松浦善満 - 教授
  - 米澤好史 - 教授
  - 越野章史 - 教授
  - 小河勝
- 経済学部
  - 吉村典久 - 名誉教授
  - 足立基浩 - 教授
  - 今田秀作 - 名誉教授
  - 上村雅洋 - 名誉教授
  - 大泉英次 - 名誉教授
  - 大西敏夫 - 名誉教授
  - 遠藤史 - 教授
  - 大澤健 - 教授
  - 金川めぐみ - 教授
  - 菊谷和宏 - 元教授
  - 鈴木裕範 - 元教授
  - 瀧野邦雄 - 名誉教授
  - 辻本勝久 - 教授
  - 乗杉澄夫 - 名誉教授
  - 三吉修 - 名誉教授
  - 森口佳樹 - 教授
- システム工学部
  - 平田健正 - 名誉教授
  - 大平貴之 - 客員准教授、世界的プラネタリウムクリエイター
- 観光学部
  - 廣岡裕一 - 元観光学部准教授　現　京都外国語大学教授
  - 尾久土正己 - 教授
  - 木川剛志 - 教授

## 出身者（OB・OG）

### 政治

#### 現職国会議員
- 宮本岳志 - 日本共産党衆議院議員、元参議院議員

#### 元職国会議員
- 辻原弘市 - 日本社会党元衆議院議員、元衆議院災害対策特別委員長
- 和田教美 - 元参議院議員、元朝日新聞論説委員
- 松浦孝治 - 元参議院議員、元労働政務次官
- 門博文 - 自由民主党元衆議院議員、元国土交通大臣政務官

#### 市町村長
- 井上哲也 -元大阪府吹田市長、元大阪府議会議員
- 千代松大耕 - 大阪府泉佐野市長、元泉佐野市議会議長
- 山本景 - 大阪府交野市長、元交野市議会議員、元大阪府議会議員

### 財界・官界
- 原良也 - 元大和証券代表取締役社長  現同社最高顧問  日本経団連評議員会副議長 日本取締役協会副会長
- 垣見祐二 - JERA代表取締役社長　中部電力取締役専務執行役員
- 高尾吉郎 - 元日興證券代表取締役社長
- 橘田喜和 - 元野村證券代表取締役副社長　元 野村ファイナンス社長　元 日本相互証券社長
- 加藤博之 - 元東京海上日動火災保険 副社長
- 川原英一 - 外務省参与、元駐グアテマラ特命全権大使　元マイアミ総領事
- 金銅重弘 - チョーヤ梅酒代表取締役社長
- 石田博 - 元日本交通公社(JTB)代表取締役社長
- 涌嶋豊 - 元日本たばこ産業(JT)代表取締役副社長
- 亀岡孝彰 - 元住友銀行代表取締役副頭取　元アサヒビール代表取締役会長
- 吉田倬也 - 元伊藤忠商事 副社長　元JSAT(日本サテライトシステムズ)社長
- 登能暉 - 元ダイハツ工業 副社長　元ダイハツディーゼル代表取締役会長
- 上野山実 - 元パナソニック常務取締役CFO
- 大塚邦彦 - 元ハウス食品代表取締役社長
- 井垣久次 - 元京王百貨店常務取締役
- 北二郎 - 元阪和興業代表取締役会長
- 初田佐一郎 - 元京阪交通社代表取締役社長
- 土井亨 - 元松下興産代表取締役社長　元松下通信工業専務取締役
- 高木邦夫 - 元ダイエー代表取締役社長
- 辻良介 - 京阪百貨店代表取締役社長

### 研究者・学者
- 川嶋庄一郎 - 学習院教授初等学科長 （文仁親王妃紀子曾祖父）
- 香川綾 - 女子栄養大学創立者
- 木村元一 - 一橋大学名誉教授
- 廣田誠 - 大阪大学大学院教授
- 天野雅敏 - 神戸大学名誉教授
- 稲葉襄 - 神戸大学名誉教授
- 三上隆三 - 和歌山大学名誉教授
- 後藤正人 - 和歌山大学名誉教授
- 生駒道弘 - 和歌山大学名誉教授 近畿大学教授
- 笠原正夫 - 香川大学名誉教授
- 澤野雅彦 - 北海学園大学教授
- 安宅川佳之 - 日本福祉大学教授
- 児玉洋一 - 香川大学教授
- 大橋昭一- 関西大学教授
- 内田尚孝 - 同志社大学教授
- 中野晴行- 京都精華大学教授
- 尼寺義弘- 阪南大学名誉教授
- 谷口真由美 - 大阪国際大学准教授
- 橋爪静夫- 武庫川女子大学教授
- 中村昌宏- 徳島文理大学教授

### 芸能・文学
- 榎本虎彦 - 歌舞伎作家
- 大石悦子 - 俳人
- 樫葉勇 - 童話作家
- 黒沢良 - 声優
- 石井康嗣 - 声優ナレーター
- 鈴木晄 - 編集技師 元日活撮影所取締役
- ゼンジー中村 - 手品師。ゼンジー北京の師匠
- 菊浦啓子 - タレント
- 神保守 - 俳優
- 泉仁優一 - 漫画家
- まついのりこ - 絵本作家
- 武井玲奈 - ファッションモデル タレント
- ひびき遊 - ライトノベル作家
- suimon - コンピュータ将棋ブロガー

### スポーツ
- 橋爪静夫 - 財団法人日本バレーボール協会副会長
- 久喜勲 - 元プロ野球選手
- 中村覚之助 - 元サッカー選手（日本サッカー協会のシンボルマーク八咫烏は氏に由来）
- 芦原英智 - プロ野球審判
- 長谷忠志 - サッカー審判員

### マスコミ
- 和田教美 -  朝日新聞論説委員 朝日ジャーナル編集長 ニュースキャスター
- 足立克己 - 放送作家
- 野口恒 - 経済評論家 ジャーナリスト
- 笠野衣美 - フリーアナウンサー・元テレビ和歌山
- 平野智美 - KBS京都アナウンサー
- 大橋里美 - フリーアナウンサー・元山陽放送
- 中川智美 - 和歌山放送アナウンサー
- 岸岡孝治 - ABCリブラ制作部部長プロデューサー・元朝日放送総合編成局テレビ編成部編成課長
- 亀島愛永 - FBC福井放送アナウンサー
- 岡田愛マリー - テレビ愛知アナウンサー
- 川田裕美 - フリーアナウンサー・元読売テレビ